# Prettin
Prettin est une localité et une ancienne municipalité de la région de Saxe-Anhalt en Allemagne.
Sa population était de 1 889 habitants fin 2009.
Le camp de concentration de Lichtenburg était situé dans un château de Prettin.